# Bátaapáti
Bátaapáti es un pueblo ubicado en el distrito de Bonyhád, en el condado de Tolna, Hungría.

## Superficie
Posee una superficie de 20,44 kilómetros cuadrados.

## Demografía
Hasta 2019 la población era de 377 habitantes, con una densidad de población de 18,44 habitantes por kilómetro cuadrado.